# رووره ورونزه
رووره ورونزه (به ایتالیایی: Roveré Veronese) یک کومونه در ایتالیا است که در استان ورونا واقع شده‌است. رووره ورونزه ۳۶٫۵ کیلومتر مربع مساحت و ۲٬۱۲۹ نفر جمعیت دارد و ۸۴۳ متر بالاتر از سطح دریا واقع شده‌است.